# Негоново (Тверська область)
Негоново (рос. Негоново) — присілок в Торжоцькому районі Тверської області Російської Федерації.
Населення становить 68 осіб. Входить до складу муніципального утворення Масловське сільське поселення.

## Історія
Від 2005 року входить до складу муніципального утворення Масловське сільське поселення.

## Населення
| 1996 | 2002 | 2008 | 2010 |
| ---- | ---- | ---- | ---- |
| 72   | ↘59  | ↗60  | ↗68  |